# Сиверское
Си́верское — озеро в Кирилловском районе Вологодской области России. Весь его северный берег и большую часть восточного занимает город Кириллов. Площадь поверхности — 9,57 км² (по другим данным — 7,44 км²), площадь водосбора — 112 км². Лежит на высоте 116,6 м над уровнем моря. Длина береговой линии — 21 км, размеры — 6,6 на 3 км. Максимальная глубина — 26 м, средняя — 9,1. Объём воды — 89,7 млн м³.

## Название
Название озера неоднократно употребляется в ряде письменных источников XV—XVII веков в формах Сиверское, Шиверское, Северское. Вероятно, название происходит от финского *Süvä/järv, где suva означал «глубину», а jarv — озеро, вместе — «глубокое озеро». Позднее название русифицировалось в процессе ассимиляции вепсского населения. Залив у монастыря (с юга) называется Лохта, это название тоже имеет либо вепсские, либо лопарские корни, с языков этих народов переводится как «залив».

## История

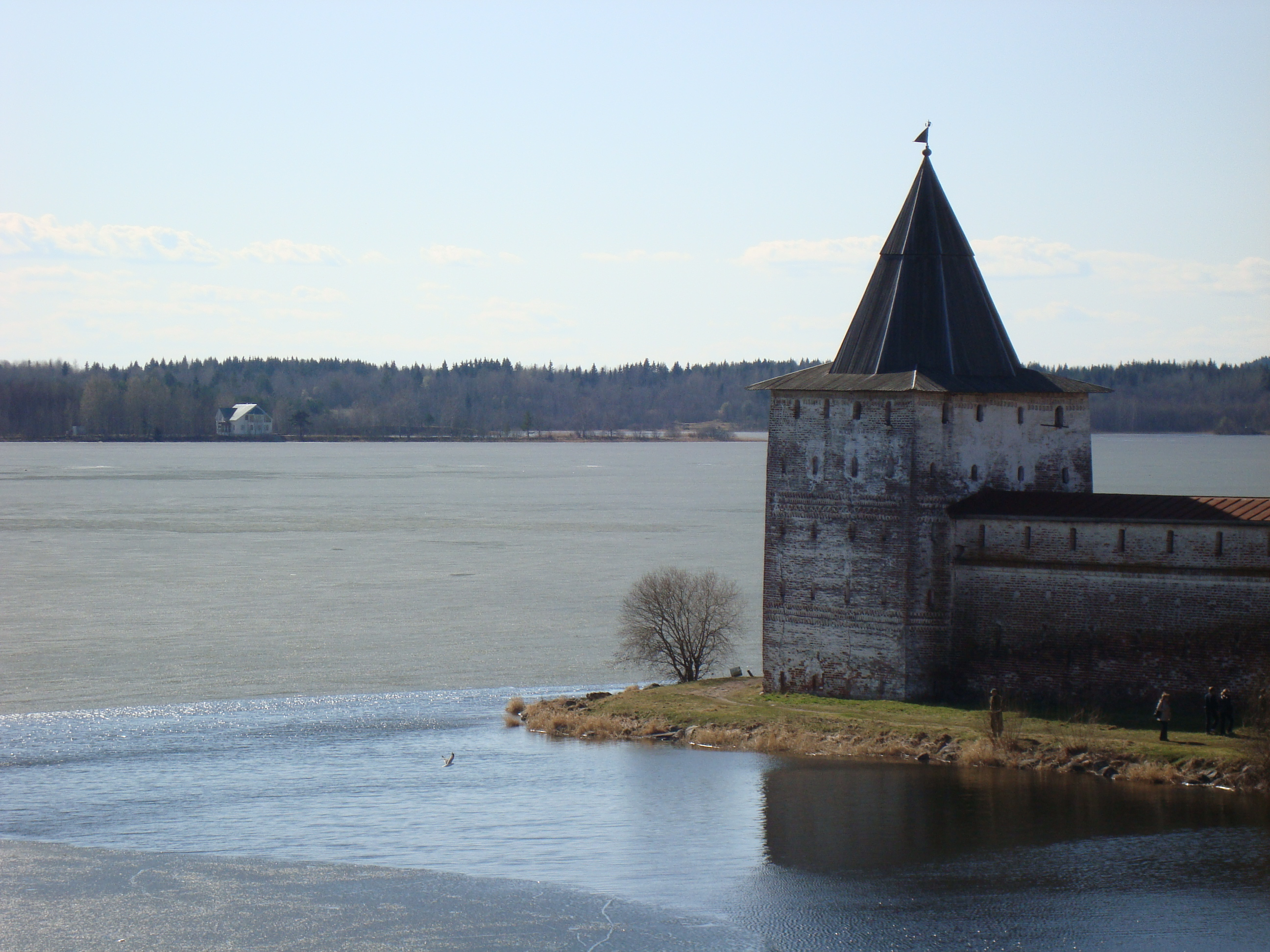
Вид на северную часть озера со стен Нового города от Кузнечной башни

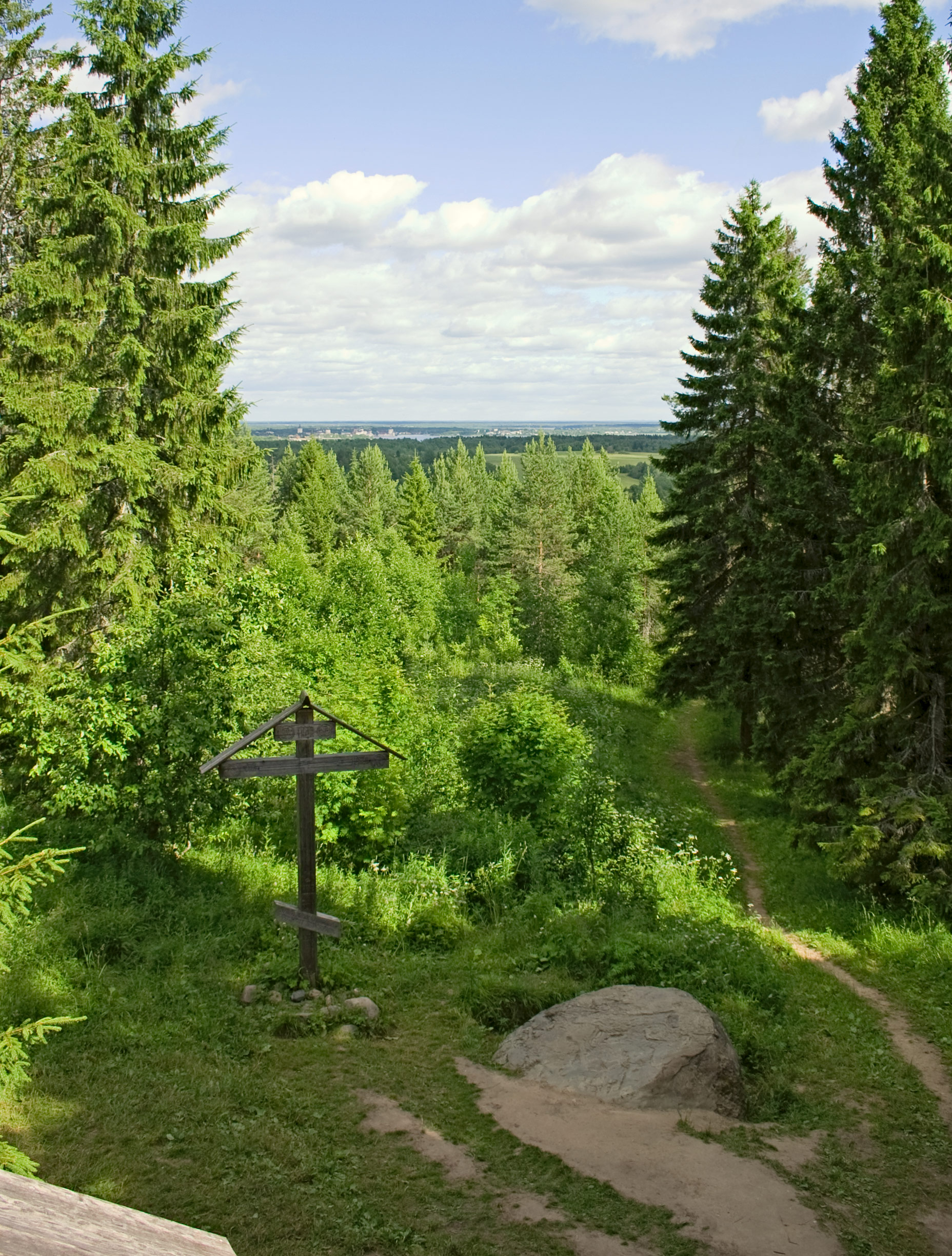
Вид на озеро и Кирилло-Белозерский монастырь с горы Маура

С XIX века входит в состав Северо-Двинского канала, в XIX веке называвшегося каналом Александра Вюртембергского. Топорнинский канал соединяет озеро с Волго-Балтийским водным путём, а Кузьминский канал — с озером Покровским. До последней четверти XX века существовал ещё один канал (речка Копанка), который соединял Сиверское озеро с Лунским, но был засыпан. Канал дал название прилежащей части города Кириллова — Копань.

## Описание
Озеро имеет продолговатую форму, оно вытянуто с северо-запада на юго-восток-юг. Есть несколько островов, в основном в центральной и южной части. Острова временами покрываются водой вследствие поднятия уровня в системах каналов (уровень озера с начала XIX века поднялся примерно на метр). На одном из островов, согласно легенде, находился крест, поставленный святым Кириллом (скорее всего, это остров напротив монастыря, примерно в полукилометре от берега).
Озеро принадлежит к Верхневолжскому бассейновому округу.
Озеро находится на территории национального парка «Русский Север». На Городецком мысу («Рыбка»), напротив монастыря (через залив Лохта), находится администрация парка.
Озеро возникло в период последнего ледникового периода и имеет ледниковое происхождение. В тот период возникли и остальные озёра каскада, который вытянулся с севера на юг. Сейчас связи озёр в каскаде из-за общих экологических проблем ухудшаются.
Дно песчаное. Берега местами заболочены, покрыты зарослями тростника. Треста (местное название зарослей тростника) также может быть на взмелье в отдалении от берега, например в северной части фарватера, где он сворачивает в Кузьминский канал. В озере водятся лещ, судак, снеток, плотва, щука, язь, налим, окунь и ёрш. Средняя температура января вблизи озера составляет −11 °C, а средняя температура июля — около 17 °C.
В озеро впадает одна речка Свияга, которая соединяет Сиверское с озером Долгим.
После встраивания озера в Северо-Двинскую водную систему уровень воды существенно возрос, что создало ряд проблем: заболачивание берегов, нарушение сохранности памятников Кирилло-Белозерского монастыря, заболачивание и практическое исчезновение речки Свияги и ряд других.

## Населённые пункты
- Кириллов[3]
- Бозино[3]
- Митино[3]
- Бахлычево[3]
- Тихоново[3]
- Шиляково[3]

## Сиверское озеро в культуре
С Сиверского озера начинают своё путешествие герои повести «Самая лёгкая лодка в мире» (окончательная редакция — 1984 г.) Юрия Коваля.